# ملعب فيشت الأولمبي
ملعب فيشت الأوليمبي (بالإنجليزية: Fisht Olympic Stadium)‏ هو ملعب كرة قدم يقع في سوتشي، روسيا، يتسع لـ 47,659 متفرج. يعد أحد الملاعب التي ستستضيف كأس العالم لكرة القدم 2018.

## التاريخ
افتتح الملعب في 2013. كانت تكلفة إنشاء الملعب 603 مليون دولار.

## أهم الأحداث التي سيستضيفها
- كأس القارات 2017
- كأس العالم لكرة القدم 2018